# Списак британских краљевских супружника
Следи списак супружника монарха Велике Британије од 1707. до 1801. године и супружника монарха Уједињеног Краљевства од 1801. године до данас.

## Супружници владајућег монарха Велике Британије и Уједињеног Краљевства

### Стјуарти
| Слика | Грб | Име            | Отац                  | Рођење         | Брак          | Постао/ла супружник монарха | Крунисање  | Престао/ла да влада | Смрт              | Супружник               |
| ----- | --- | -------------- | --------------------- | -------------- | ------------- | --------------------------- | ---------- | ------------------- | ----------------- | ----------------------- |
|       |     | Џорџ од Данске | Фридрих III од Данске | 2. април 1653. | 28. јул 1683. | 1. мај 1707.                | некрунисан | 28. октобар 1708.   | 28. октобар 1708. | Ана од Велике Британије |

### Хановери
| Слика | Грб | Име                             | Отац                                                    | Рођење           | Брак               | Постао/ла супружник монарха | Крунисање           | Престао/ла да влада | Смрт               | Супружник            |
| ----- | --- | ------------------------------- | ------------------------------------------------------- | ---------------- | ------------------ | --------------------------- | ------------------- | ------------------- | ------------------ | -------------------- |
|       |     | Каролина од Бранденбург-Ансбаха | Јохан Фридрих, маркгроф од Бранденбург-Ансбаха          | 1. март 1683.    | 22. август 1705.   | 11. јун 1727.               | 11. октобар 1727.   | 20. новембар 1737.  | 20. новембар 1737. | Џорџ II              |
|       |     | Шарлота од Мекленбург-Штрелица  | Карл Лудвиг Фридрих од Мекленбурга                      | 19. мај 1744.    | 8. септембар 1761. | 8. септембар 1761.          | 22. септембар 1761. | 17. новембар 1818.  | 17. новембар 1818. | Џорџ III             |
|       |     | Каролина од Брунзвика           | Карл Вилхелм Фердинанд, војвода Брауншвајг-Волфенбитела | 17. мај 1768.    | 8. април 1795.     | 29. јануар 1820.            | некрунисана         | 7. август 1821.     | 7. август 1821.    | Џорџ IV              |
|       |     | Аделаида од Саксе-Мајнингена    | Георг I, војвода од Саксе-Мајнингена                    | 13. август 1792. | 13. јул 1818.      | 26. јун 1830.               | 8. септембар 1831.  | 20. јун 1837.       | 2. децембар 1849.  | Вилијам IV           |
|       |     | Алберт фон Саксен-Кобург и Гота | Ернест I фон Саксен-Кобург и Гота                       | 26. август 1819. | 10. фебруар 1840.  | 10. фебруар 1840.           | некрунисан          | 14. децембар 1861.  | 14. децембар 1861. | Викторија Хановерска |

### Династија Сакс-Кобург и Гота/Виндзор
| Слика | Грб | Име                               | Отац                     | Рођење            | Брак               | Постао/ла супружник монарха | Крунисање       | Престао/ла да влада | Смрт               | Супружник    |
| ----- | --- | --------------------------------- | ------------------------ | ----------------- | ------------------ | --------------------------- | --------------- | ------------------- | ------------------ | ------------ |
|       |     | Александра од Данске              | Кристијан IX Дански      | 1. децембар 1844. | 10. март 1863.     | 22. јануар 1901.            | 9. август 1902. | 6. мај 1910.        | 20. новембар 1925. | Едвард VII   |
|       |     | Марија од Тека                    | Френсис од Тека          | 26. мај 1867.     | 6. јул 1893.       | 6. мај 1910.                | 22. јун 1911.   | 20. јануар 1936.    | 24. март 1953.     | Џорџ V       |
|       |     | Елизабет Боуз-Лајон               | Клод Боуз-Лајон          | 4. август 1900.   | 26. април 1923.    | 11. децембар 1936.          | 12. мај 1937.   | 6. фебруар 1952.    | 30. март 2002.     | Џорџ VI      |
|       |     | Принц Филип, војвода од Единбурга | Андреј од Грчке и Данске | 10. јун 1921.     | 20. новембар 1947. | 6. фебруар 1952.            | некрунисан      | 9. април 2021.      | 9. април 2021.     | Елизабета II |
|       |     | Камила Паркер Боулз               | Брус Шанд                | 17. јул 1947.     | 9. април 2005.     | 8. септембар 2022.          | 6. мај 2023.    | тренутна            | тренутна           | Чарлс III    |